# 春山町 (名古屋市)
春山町（はるやまちょう）は、愛知県名古屋市瑞穂区の地名。丁目は設定されていない。住居表示未実施地域。

## 地理
名古屋市瑞穂区北東部に位置する。東は弥富町、西は松栄町、南は密柑山町、北は南山町に接する。

## 歴史

### 地名の由来
1931年(昭和6年)4月11日に南区弥富町から独立し、制定された町名は弥富町の字名の上山の名から制定された。

### 沿革
- 1931年（昭和6年）4月11日 - 南区弥富町字上山の一部により、同区春山町として成立[1]。
- 1934年（昭和9年）6月1日 - 南区弥富町字上山の一部が編入される[1]。また、一部が松栄町に編入される[8]。
- 1937年（昭和12年）10月1日 - 行政区の変更に伴い、昭和区春山町となる[9]。
- 1944年（昭和19年）2月11日 - 行政区の変更に伴い、瑞穂区春山町となる[9]。

## 世帯数と人口
2019年（平成31年）3月1日現在の世帯数と人口は以下の通りである。
| 町丁   | 世帯数  | 人口    |
| ------ | ------- | ------- |
| 春山町 | 577世帯 | 1,386人 |

### 人口の変遷
国勢調査による人口の推移
| 1950年（昭和25年） | 494人   | [ 10 ] |  |
| 1955年（昭和30年） | 707人   | [ 10 ] |  |
| 1960年（昭和35年） | 966人   | [ 11 ] |  |
| 1965年（昭和40年） | 1,045人 | [ 11 ] |  |
| 1970年（昭和45年） | 1,092人 | [ 12 ] |  |
| 1975年（昭和50年） | 1,022人 | [ 12 ] |  |
| 1980年（昭和55年） | 1,195人 | [ 13 ] |  |
| 1985年（昭和60年） | 1,291人 | [ 13 ] |  |
| 1990年（平成2年）  | 1,278人 | [ 14 ] |  |
| 1995年（平成7年）  | 1,290人 | [ 15 ] |  |
| 2000年（平成12年） | 1,328人 | [ 16 ] |  |
| 2005年（平成17年） | 1,328人 | [ 17 ] |  |
| 2010年（平成22年） | 1,248人 | [ 18 ] |  |

## 学区
市立小・中学校に通う場合、学校等は以下の通りとなる。また、公立高等学校に通う場合の学区は以下の通りとなる。
| 番・番地等 | 小学校               | 中学校               | 高等学校 |
| ---------- | -------------------- | -------------------- | -------- |
| 全域       | 名古屋市立陽明小学校 | 名古屋市立汐路中学校 | 尾張学区 |

## その他

### 日本郵便
- 郵便番号 : 467-0024[4]（集配局：瑞穂郵便局[21]）。